# Astropecten carcharicus
Astropecten carcharicus är en sjöstjärneart som beskrevs av Doderlein 1917. Astropecten carcharicus ingår i släktet Astropecten och familjen kamsjöstjärnor.

## Underarter
Arten delas in i följande underarter:
- A. c. formosanus
- A. c. carcharicus